# حرب المعلومات خلال الحرب الروسية الجورجية
تضمنت الحرب الروسية الجورجية حرب معلومات شاملة.

## خلال الصراع
حاول الجيش الروسي اتخاذ بضع خطوات جديدة لدعم حملة إعلامية. تم جلب الصحافيين الروس إلى جانب القوات الروسية للإبلاغ عن التقدم الذي أحرزه الروس في حماية مواطنيهم والترويج للفظائع الجورجية. استخدم الروس لقطات تلفزيونية لاكتساب آثار نفسية مع السكان المحليين في المناطق الانفصالية. عرض الروس لقطات تلفزيونية محلية لقواتهم المتقدمة تحرر السكان الروس المحليين. من ناحية أخرى، لم تتمكن جورجيا من إظهار أي لقطات لقواتها أثناء القتال. استخدمت الحكومة الروسية أيضًا متحدثًا عسكريًا في المقابلات التلفزيونية لتقديم معلومات عن إدارة الحملة، وهي الأولى لروسيا.
اعتبارًا من 8 أغسطس 2008، أي في اليوم التالي لبدء النزاع، أشار مسؤولو حكومة روسيا وأوسيتيا الجنوبية مرارًا وتكرارًا إلى أعداد القتلى المدنيين في أوسيتيا الجنوبية من الهجمات الجورجية التي تراوحت بين 1400 إلى أكثر من 2000، وقد استخدم هذا كواحد من المبررات الرئيسية للتدخل الروسي. على سبيل المثال، صرح دميتري ميدفيديف في 10 أغسطس 2008 أن «تصرفات الجانب الجورجي لا يمكن أن تسمى أي شيء آخر غير الإبادة الجماعية». وقال ميدفيديف أيضًا: «إن الشكل الذي اتخذه هذا العدوان ليس أقل من إبادة جماعية لأن جورجيا ارتكبت أشد الجرائم - فقد تم إحراق المدنيين، وتقطيعهم لإشلاء ودهسهم بواسطة الدبابات».
توقفت الحكومة الجورجية عن بث القنوات التلفزيونية الروسية ومنعت الوصول إلى المواقع الروسية أثناء الحرب وما أعقبها مما حد من التغطية الإخبارية في جورجيا.
في الفترة من 8 إلى 10 أغسطس 2008، بثت آر تي عدة تقارير إخبارية عن الحرب في جورجيا. بدأت التقارير بالتعليق الضخم «الإبادة الجماعية».
في 9 أغسطس 2008، وصف السفير الروسي في جورجيا فياتشيسلاف كوفالينكو الإجراءات الجورجية بأنها «أغمال التخريب الأكثر حقيقة». وزعم أن «مدينة تسخينفالي لم موجودة. فقد دمرها الجيش الجورجي».
في 10 أغسطس 2008، اتهم نائب وزير الخارجية الروسي غريغوري كاراسين وسائل الإعلام الأجنبية بالتحيز المؤيد لجورجيا في تغطيتها للنزاع بين جورجيا وروسيا بشأن أوسيتيا الجنوبية الانفصالية. «نريد أن لا تعرض شاشات التلفزيون في الغرب الدبابات الروسية فقط، والنصوص التي تقول إن روسيا في حالة حرب في أوسيتيا الجنوبية ومع جورجيا، بل أيضًا إظهار معاناة الشعب الأوسيتي، والمسنين والأطفال الذين قتلوا، ومدن أوسيتيا الجنوبية المدمرة، و[العاصمة الإقليمية] تسخينفالي.» وقال في بيان لوكالة الانباء الروسية «ستكون هذه طريقة موضوعية لتقديم المواد». ووفقًا له، فقد كانت التغطية الإعلامية الغربية للأحداث في المنطقة الانفصالية «رواية ذات دوافع سياسية». ومع ذلك، ذكرت صحيفة واشنطن بوست، على سبيل المثال، أن موسكو كانت منخرطة في «صنع الأساطير».

نشرت البعثة الروسية لدى الأمم المتحدة نسخة من مقابلة سيرجي إيفانوف مع سي إن إن في 11 أغسطس: 
 لكل شخص في الولايات المتحدة كان هنا ولجميع الأشخاص في الولايات المتحدة الذين شاهدوا هذه القصة وشاهدوا التطورات منذ يوم الجمعة، هل يمكن أن تخبرني لماذا كانت الدبابات والقوات والطائرات الروسية موجودة في جورجيا؟ 
 «هذا سؤال سهل للغاية. بادئ ذي بدء، مساء الخير وشكرًا على إتاحة الفرصة لأكون معكم. لدي انطباع بأن الرأي العام الأمريكي يفكر أو يعتزم الاعتقاد بأن روسيا هاجمت جورجيا». 
هذا ما سمعناه من رئيس جورجيا، بكلماته... 
«نعم بالضبط. شكرا لك على تشجيعي على ذلك. [...] لقد هاجم دب روسي كبير جورجيا الصغيرة المسالمة. في الواقع، كان ما جرى هو العكس. لقد كانت جورجيا الكبيرة التي هاجمت جمهورية أوسيتيا الجنوبية الانفصالية الصغيرة». 

 دافعت وسائل الإعلام الغربية عن تغطيتها، حيث قال كريس بيركيت، المحرر التنفيذي لقناة سكاي نيوز: «لا أعتقد أن هناك تحيزًا. اتهامات التحيز الإعلامي أمر طبيعي في أوقات الحرب. لقد انشغلنا بمهمة تجميع الأخبار ونشرها بحيث أصبحت الفكرة التي تُمكّنا من التوصل إلى خط متآمر في تقاريرنا هي فكرة الموز.» لقد دافعت سي إن إن أيضًا عن تغطيتها.
استقال ويليام دنبار، مراسل قناة آر تي في جورجيا، احتجاجًا على التحيز المزعوم في وسائل الإعلام الروسية. كما ادعى أنه لم يكن على الهواء منذ ذكر القصف الروسي لأهداف داخل جورجيا. وقال لصحيفة موسكو تايمز: «لم تتوافق الأخبار والحقائق الحقيقية لهذه المسألة مع ما كانوا يحاولون الإبلاغ عنه، وبالتالي، لم يسمحوا لي بالإبلاغ عنها. شعرت أنه ليس لدي خيار سوى الاستقالة». لكن مصادر في تلفزيون آر تي وصفت ادعاءات التحيز التي تحدث عنها دنبار بأنها «هراء». قال أحد الصحفيين البارزين «التغطية الروسية التي رأيتها كانت أفضل بكثير من التغطية الغربية»، مضيفًا «رأيي هو أن روسيا اليوم ليست منحازة على الإطلاق. عندما تنظر إلى الإعلام الغربي، فهناك الكثير من التصور تجاه القوى الموجودة. التغطية الإخبارية الروسية مؤيدة إلى حد كبير لروسيا، ولكن هذا أمر متوقع.» قال وليام دنبار لوول ستريت جورنال أن محرروه لم يكونوا مهتمين بالقصة عندما حاول تقديم تقرير عن قصف أوسيتيا الجنوبية للقرى الجورجية في الأول من أغسطس.
في 12 أغسطس 2008، اتهمت آر تي سي إن إن بأنها قدّمت لقطات فيديو للتدمير في تسخينفالي في أوسيتيا الجنوبية، برصاص مصور روسي، كأنها صور للتدمير في غوري.

## بقية أغسطس
قالت آنا نيستات، قائدة فريق هيومن رايتس ووتش التي تحقق في الأضرار الإنسانية في أوسيتيا الجنوبية، لصحيفة الغارديان أن محققيهم سجلوا حالات قام فيها مقاتلين من أوسيتيا بحرق ونهب القرى الجورجية شمال تسخينفالي. وقالت: «إن إحراق المنازل في هذه القرى هو نتيجة لآلة الدعاية الروسية الضخمة التي تكرر باستمرار مزاعم الإبادة الجماعية وتبالغ في حجم الخسائر»، مضيفة، «هذا يستخدم بعد ذلك لتبرير الانتقام». كما أفادت أيضًا أن التقديرات الروسية بمقتل 2000 شخص كانت «مشبوهة» و«مشكوك فيها جدًا». ادعت أوسيتيا الجنوبية في وقت لاحق أن 1,492 قُتلوا نتيجة قصف تسخينفالي.
في 13 أغسطس 2008، أجرت قناة فوكس نيوز مقابلة مع فتاة أوسيتية أمريكية تبلغ من العمر 12 عامًا اسمها أماندا كوكويفا وعمتها لورا تيدييفا كورويكوي اللتين كانتا قد عادتتا من أوسيتيا الجنوبية. بدأت فوكس المقابلة بالتشديد على تجارب فتاة تبلغ من العمر 12 عامًا. قالت الفتاة التي دُعيت لتتحدث عن القصف الجورجي، أن الروس انقذوها هي وعمتها. وعندما بدأت العمة في ذكر أن الصراع بدأه ساكاشفيلي، انهت فوكس نيوز المقابلة بسبب الإعلانات التجارية، وحين انتهت فترة الاستراحة وعادوا على الهواء، منحت فوكس نيوز العمة وقتًا إضافيًا لإنهاء أفكارها خلال اللحظة الأخيرة من البرنامج، حيث بدأت في إلقاء اللوم على الحكومة الجورجية لكنها ميّزتها بشكل واضح عن الشعب الجورجي. بعد ذلك قبل نهاية البرنامج، قال المضيف إن هناك مناطق رمادية في الحرب. كما أجرت سي بي إس مقابلة مع هذه الفتاة من قبل.
تم تسليط الضوء على هذا الحادث على وجه الخصوص على إن تي في (روسيا) وروسيا 1. ومع ذلك، سمحت القنوات الروسية بعدة حالات من التضليل وحتى عدم التصحيح. أولًا، أسست كلتا القناتين انطباعًا بأن المذيعة أوقفت المحادثة بمجرد أن أعربت عمة أماندا عن اعتقادها بأن جورجيا هي المسؤولة عن النزاع. ومع ذلك، فقد فشلت القناتين في إظهار أن أماندا كانت تقول نفس الشيء لمدة دقيقة تقريبًا من قبل، ولم تقاطعها المذيعة. قامت قناة روسيا 1 بإضافة صوت سعال لما يُفترض أن يكون مراسلًا على حديث عمة أماندا، مما صنع انطباعًا بأنه كان يحاول منع الجمهور من سماعها. بينما كان هذا الصوت غير موحود في اللقطات الأصلية. ترجم مراسلو إن تي في (روسيا) كلمات أماندا كأنها تشكر القوات الروسية بينما كانت تتحدث عن عمة أماندا. فشلت كلتا القناتين أيضًا في ترجمة كلمات المذيعة التي تفيد بأن الإعلان التجاري سيبدأ البث سواء أحببته أم لا.
في 14 أغسطس 2008، أعلن اللواء الروسي فياتشيسلاف بوريسوف أن القوات الروسية ستغادر غوري بعد يومين. فيما يتعلق بالسيطرة الروسية على غوري، نفى سفير روسيا لدى الأمم المتحدة، فيتالي تشوركين، أن تكون القوات الروسية تحتل غوري، قائلًا إن الجنود الروس «ليسوا في غوري، ولم يكونوا في غوري ولم يحتلوا غوري»، ورفض الأنباء التي أفادت أن المدينة كانت في حالة خراب. جاء الانسحاب النهائي من غوري بعد 8 أيام من إعلان بوريسوف.
قدم مراسل الشؤون العالمية في بي بي سي نيوز بول رينولدز قصة في 15 أغسطس، مستشهدًا بتقرير عن لاجئين أوسيتيا في روسيا وتقرير هيومن رايتس ووتش الذي تحدث عن الكثير من الأضرار التي لحقت بتسخينفالي بسبب الحريق الجورجي. ووفقًا له، فإن «إحدى مشكلات الروس هي أنهم لم يتعلموا بعد كيف يلعبون لعبة وسائل الإعلام.» لفت رينولدز الانتباه إلى حقيقة أن معظم وسائل الإعلام الغربية تتمركز في جورجيا. لقد كان سبب ذلك، كما كتب، هو إحجام روسيا عن قبول وسائل الإعلام الغربية. كما كتب عن كيفية «إلقاء» الطين «على روسيا» وكيف حاولت إدارة بوش «تحويل عملية عسكرية فاشلة من جانب جورجيا إلى عملية دبلوماسية ناجحة ضد روسيا».
في 17 أغسطس 2008، ذكرت صحيفة نيويورك تايمز أن السلطات الروسية «تسمح للصحفيين الروس بالتحرك بحرية» مع أنها «منحت الصحفيين الغربيين وصولاً ضئيلًا أو معدومًا» إلى المناطق الخاضعة لسيطرتها. في 21 أغسطس، ذكرت الصحيفة أن الكرملين استخدم مقطعًا من مقابلة مباشرة لقناة فوكس نيوز مع فتاة تبلغ من العمر 12 عامًا وعمتها «كدليل على أن الولايات المتحدة كانت تفرض رقابة على انتقاد السيد ساكاشفيلي». فيما يتعلق بالمقطع، قال مذيع أخبار روسي إن الولايات المتحدة ستستخدم «أي وسيلة متاحة» في حملة تضليل ضد روسيا. الرجل الذي أطلق على صوت مذيع فوكس باللغة الروسية «لا يبالغ في تقدير نغمة المذيع فحسب، بل إنه يسعل ويتأوه بصوت عالٍ عندما تلوم السيدة تيدييفا كورفيكي السيد ساكاشفيلي على التسبب في النزاع - وهو أمر لم يحدث في الأصل.»
لقد قال رئيس مجلس إدارة جورجيان تايمز ميديا هولدينج، مالخاز غلاشفيلي: «لسوء الحظ، لقد خسرت جورجيا حرب المعلومات منذ أن اعتمدت الوكالات الأجنبية بشكل متكرر على مصادر الأخبار الروسية التي يسيطر عليها الكرملين. هذا من شأنه أن ينشر أخبارًا غير دقيقة كان يجب على وسائل الإعلام الأجنبية رفضها لاحقًا».
قال المتحدث باسم وزارة الدفاع الروسية أندريه كليوتشنيكوف للصحفيين في 19 أغسطس «أوافق على أننا خسرنا حرب المعلومات في الأيام القليلة الأولى، لكن ليس لدينا ما نخفيه هنا».
في 20 أغسطس، ذكرت لجنة التحقيق الروسية أنها أكدت مقتل 133 مدنيًا. وقال أحد الممثلين «ربما في غضون فترة سنصل إلى الرقم الذي قدمته سلطات أوسيتيا الجنوبية». وردًا على سؤال حول قتلى جورجيين، قال الممثل إن هذه القضية لا تهمهم. ومع ذلك، بعد تسعة أيام، قال رئيس الوزراء فلاديمير بوتين في مقابلة مع تلفزيون إيه آر دي الألماني أن 2000 مدني روسي قتلوا خلال النزاع. كما قال أيضًا: «وإذا كنا نحمي حياتنا، فهل سيتم أخذ النقانق منا؟ أي خيار لدينا - بين الحياة والنقانق؟» وقال عن جورجيا إن «المعتدي ضُرب في وجهه».
ذكرت صحيفة دير شبيغل أن ليف جودكوف، مدير مركز ليفادا، ادعى أن على التلفزيون الروسي «لا تكاد تكون أي تقارير حرة - وبدلًا من ذلك ترى الكثير من الدعاية العدوانية للغاية.» كما زعم أنه كان يذكرنا بأسوأ الأوقات في الحقبة السوفيتية.
وصل تسارنايف، المصور المستقل لدى وكالة رويترز، إلى تسخينفالي، خلال اليوم في 7 أغسطس. خطط تسارنايف لالتقاط صور فوتوغرافية لطبيعة مشروعه الشخصي، لكنه رأى جيشًا من الصحفيين الروس في فندقه. وقال في وقت لاحق لخدمة شمال القوقاز في راديو أوروبا / إذاعة شمال القوقاز أنه تم إرسال الصحفيين الروس قبل أيام، وكانوا يستعدون لـ«شيء كبير». «اكتشفنا في الفندق وجود 48 صحفيًا روسيًا هناك. كان معنا 50 شخصًا». «كنت الوحيد الذي يمثل وكالة أنباء أجنبية. وكان الباقون من وسائل الإعلام الروسية ووصلوا قبلنا بثلاثة أيام، كما لو كانوا يعرفون أن شيئًا ما سيحدث. وفي وقت سابق عند المعبر الحدودي، التقينا رجلًا كان يأخذ زوجته وأطفاله من تسخينفالي». خلصت راديو أوروبا الحرة / راديو ليبرتي إلى أن وسائل الإعلام الروسية التي تسيطر عليها الدولة مستعدة جيدًا لتغطية بداية النزاع المسلح. قدمت شبكات التلفزيون على الفور رسومات معقدة مع مذيعي الأخبار والمعلقين الذين يتابعون على ما يبدو نقاط الحوار المدبرة التي تتهم جورجيا بالعدوان والإبادة الجماعية والتطهير العرقي.
ذكرت قناة آر تي أن أكبر مجلة في أوروبا، دير شبيغل، قد اتهمها أحد موظفيها، وهو بافل كاسين، بالدعاية واتخاذ موقف موالي لأمريكا. قال كاسين أنه أرسل 29 صورة تُظهر الدمار الذي خلفه الجيش الجورجي في أوسيتيا الجنوبية لمقر المجلة في هامبورغ، لكنه شعر بالصدمة عندما اكتشف عدم ظهور أيًا منها في العدد الذي صدر يوم الاثنين التالي. كان كاسين يعمل هناك منذ عام 1990 ولم يواجه أي مشاكل من قبل في نشر صوره. لقد قال «هل يمكن أن تكون المجلة الأكثر ليبرالية وديمقراطية واستقلالية قد قطعت طريق الدعاية الأحادية الجانب؟» «في رأيي، هذه واحدة من الحالات النادرة التي اتخذت فيها شبيغل موقفًا مؤيدًا لأمريكا». وفقا لكاسين تم رفض الصور لأسباب سياسية. ادعت صحيفة إزفيستيا أن هذا قد تأثر بطرد رئيس التحرير ستيفان أوست في وقت سابق من عام 2008، والذي عمل لسنوات عديدة في دير شبيغل، واستبداله بجورج ماسكولو الذي كان يقود قسم واشنطن في المجلة.
في 21 أغسطس 2008، أجرت آر تي مقابلة مع الذي ليندون لاروش ادعى أن الهجوم الجورجي على أوسيتيا الجنوبية ربما كان عملية تقودها بريطانيا بدعم من الولايات المتحدة.
زعم مبعوث أوسيتيا الجنوبية لروسيا دميتري مدوييف [كاذبًا] في مقابلة أن «بداية الحرب كانت حين أطلقت كتيبة حفظ السلام الجورجية النار بشكل ثابت في ظهر الجنود الروس. نفس قوات حفظ السلام، مثلهم [مثل الجورجيين]. يرتدون الزي نفسه. وكان لديهم نفس الأمر، لكنهم [الجورجيون] جلبوهم إلى الأمام وأطلقوا النار عليهم جميعًا في ظهورهم». كما زعم أيضًا أن الجنود الجورجيين كانوا تحت تأثير «مؤثرات عقلية 100% أمريكية الصنع».
زعمت روسيا أن مواطنًا أمريكيًا قاتل مع القوات الجورجية. عرض نائب رئيس الأركان العامة أناتولي نوغوفيتسين صورًا لجواز سفر أمريكي في مؤتمر صحفي، زاعمًا العثور عليه في موقع قتالي جورجي. قال فلاديمير بوتين لشبكة سي إن إن: «لدينا أسباب جدية للاعتقاد بأن المواطنين الأميركيين كانوا في قلب العملية العسكرية». نفى صاحب جواز السفر والسلطات الأمريكية هذا الاتهام، قائلًا إن جواز سفره قد فقد في مكان آخر.
خلال الحرب، بثت محطة إذاعة صدى موسكو حسابات متوازنة في برنامج بعنوان «بأعينهم». في 29 أغسطس 2008، جمع رئيس الوزراء بوتين 35 من كبار المديرين التنفيذيين في سوتشي حيث لفت الانتباه إلى أليكسي فينيديكوف، رئيس تحرير مجلة صدى موسكو، وانتقد المحطة بسبب تغطيتها للحرب. وبحسب ما ورد قال بوتين لفينيديكوف: «أنت مسؤول عن كل ما يجري في محطة الراديو. أنا لا أعرف من هم، لكنني أعرف من أنت». بعد عودة فينيديكوف إلى موسكو، قيل لموظفي المحطة أنه ينبغي عليهم «الاهتمام بعناية» بتقاريرهم، للتحقق من وقائعهم والتأكد من بث وجهات نظر حكومية كافية.

## بعد الحرب
في أوائل سبتمبر 2008، اتهمت صحيفة دير شبيغل الألمانية بتلفيق المزاعم المعادية لجورجيا. نشرت الصحيفة مقالًا جاء فيه أن التقارير الداخلية الصادرة عن منظمة الأمن والتعاون في أوروبا حملت جورجيا مسؤولية الحرب. ومع ذلك، وصف المتحدث باسم منظمة الأمن والتعاون في أوروبا مارتن نيسيركي المقال بأنه «مثير للسخرية»، وقال: «تصدر مهمة منظمة الأمن والتعاون في أوروبا إلى جورجيا تقارير منتظمة يتم توزيعها على جميع الدول المشاركة في المنظمة البالغ عددها 56 دولة، بما في ذلك الاتحاد الروسي وجورجيا. لا يحتوي أي من هذه التقارير على المعلومات المذكورة في قصة دير شبيغل. لا يستطيع ضباط المراقبة العسكريون في منظمة الأمن والتعاون في أوروبا الوصول إلى نفق روكي، وبالتالي لن يكونوا في وضع يسمح لهم بالإبلاغ، بطريقة أو بأخرى، عن توقيت تحركات الدبابات الروسية. ومن غير المعقول أن يقترح مشاركة من منظمة الأمن والتعاون في أو لديه حق الوصول إلى الاتصالات الهاتفية».
في 5 سبتمبر 2008، أفاد رئيس لجنة التحقيق الروسية أنهم تمكنوا من تأكيد مقتل 134 مدنيًا فقط. في 4 يوليو 2009، تم تنقيح هذا الرقم ليصى إلى 162.
في 18 نوفمبر 2008، في جلسة برلمانية جورجية، قال النائب جيورجي تارجامادزي، زعيم الأقلية البرلمانية: «من الواضح أن جورجيا كانت لها اليد العليا على الاتحاد الروسي في حرب المعلومات خلال [حرب أغسطس] ولفترة معينة من الوقت بعد تلك الأحداث. لكن هذا الاتجاه قد تغير فعليًا خلال السنتين الماضيتين». كما دعا كذلك وزارة الخارجية الجورجية ومجلس الأمن القومي وإدارة الرئيس إلى تكثيف الجهود «لتحييد الدعاية المعادية لجورجيا». وأضاف تارجامادزي أيضًا أن جورجيا «يجب ألا تسمح لروسيا بتصوير نفسها في وسائل الإعلام الأوروبية على أنها ذئب بريء».
زعم الوزير الجورجي تيمور إياكباشفيلي أن هناك «حربًا إعلامية» مستمرة للرأي العام الدولي. كما اتهم روسيا بإنفاق أموالٍ كثيرة على حملة دعائية لتغيير الرأي القائل بأن القوات الروسية غزت جورجيا واحتلتها.
في نوفمبر 2008، زعم ألكسندر باستريكين، رئيس لجنة التحقيق التابعة لمكتب المدعي العام، [زورًا] أن مرتزقة من الولايات المتحدة وجمهورية التشيك وتركيا وأوكرانيا والشيشان غزو أوسيتيا الجنوبية خلال الحرب.
أكد مارك أميس في ديسمبر 2008، أن تغطية صحيفة نيويورك تايمز كانت متحيزة نحو جورجيا.
وصفت هيومن رايتس ووتش العدد الروسي المزعوم للقتلى ب2000 بلا أساس له. استشهدت هيومن رايتس ووتش بطبيب قال إن مستشفى تسخينفالي قد عالج 273 مصابًا، عسكريًا ومدنيًا، في الفترة من 6 إلى 12 أغسطس. وقال الطبيب أيضًا إنه تم نقل 44 جثة إلى المستشفى بين 6 و 11 أغسطس، لعسكريين ومدنيين. ذكرت هيومن رايتس ووتش في ما بعد:
كما ذكرت هيومن رايتس ووتش أنها «لا تملك القدرة على تقدير عدد الضحايا المدنيين بشكل نهائي». لكنها استشهدت بمجموعات تحقيق مختلفة، قدمت أرقامًا بين 162 ضحية وإجمالي الخسائر من 300 إلى 400. لم تتمكن روسيا وأوسيتيا الجنوبية من توضيح كيفية إجراء حساب للمطالبات التي تصل إلى 2000 ضحية. أثر هذا الادعاء الأولي بشكل كبير على المشاعر العامة في أوسيتيا الجنوبية والمرارة تجاه الجورجيين.
وثقت هيومن رايتس ووتش رواية واحدة على الأقل عن فظاعة ضد مدنيين من أوسيتيا الجنوبية في تسيناغاري من لجنة التحقيق التابعة لمكتب المدعي العام لروسيا الاتحادية، والتي نقلتها وسائل الإعلام الروسية. تبين أن هذا التقرير ملفق. قيل لباحثي هيومن رايتس ووتش روايات مماثلة عن الفظائع التي يُزعم أن القوات الجورجية ارتكبتها في قرى أخرى في أوسيتيا الجنوبية، لكن أبحاثهم المتعلقة بالمتابعة أظهرت أنها غير صحيحة.
في مارس 2009، نشرت Lenta.ru مقابلة مع الصحفي الروسي فاديم ريكالوف. وصل ريكالوف إلى تسخينفالي خلال الحرب، وقال إن خريجي بي إم-21 غراد الروسية قصفوا تسخينفالي. وقال أيضًا أنه اكتشف في 13 أغسطس 2008 أن الشائعات حول «التدمير الكامل» لتسخينفالي كانت خاطئة.
وفقًا للعالم السياسي سفانتي كورنيل، أنفقت موسكو الملايين في حملة علاقات عامة لإقناع العالم بأن جورجيا، وليست روسيا، هي من بدأت الحرب (مع أن الأدلة الوفيرة، بما في ذلك بعض الأدلة في وسائل الإعلام الروسية، تعكس ذلك).
في أغسطس 2009، ذكرت هيئة الإذاعة البريطانية (بي بي سي) أن المحللين قالوا إن حرب الدعاية لا تزال نشطة حيث سعى الجانبان إلى «كسب أرضية معنوية عالية».
زعم نيكولاي بترو، أستاذ السياسة في جامعة رود آيلاند، أن التغطية الإعلامية الغربية للحرب كانت منحازة في البداية، لكنها أصبحت أكثر توازنا في نوفمبر 2008، عندما أكد اثنان من مسؤولي منظمة الأمن والتعاون في أوروبا ريان جريست وستيفن يونغ النسخة الروسية من الأحداث   - أن الهجوم الجورجي كان غير مبرر وعشوائي. قال البروفيسور بترو أن الانطباعات الأولية التي تنقلها المنافذ الأخبارية المحترمة تميل إلى الاستمرار، حتى لو تغيرت القصة لاحقًا بشكل جذري، و«بالتالي ليس من المستغرب أن يواصل الخبراء والسياسيون الأمريكيون الإشارة إلى أحداث أغسطس الماضي باعتبارها» عدوانًا روسيًا، «مع أن التقارير اللاحقة كشفت هذا كخرافة».
في مارس 2010، أفيد أن لجنة التحقيق الروسية التابعة لمكتب المدعي العام زعمت [كاذبةً] أن لديها أدلة على وجود مرتزقة من الجمعية الوطنية الأوكرانية - الدفاع عن النفس الوطنية الأوكرانية إلى جانب الجورجيين. وفقًا للمحققين، تم تجنيد المرتزقة الأوكرانيين وبدعم مالي من وزارة الشؤون الداخلية الجورجية.
لقد كتب مراسل صحيفة الغارديان لوك هاردينغ السابق في موسكو في كتابه «دولة المافيا» أن وسائل الإعلام الروسية التي تسيطر عليها الدولة فشلت في ذكر التطهير العرقي للجورجيين في أوسيتيا الجنوبية وكان التركيز فقط على استشهاد الأوسيتيين الجنوبيين. كما أشار إلى أن التطهير العرقي للجورجيين بدا وكأنه محاولة منهجية لطرد الجورجيين وإعادة رسم خريطة جورجيا بدلًا من الانتقام. ووفقًا له، شن الكرملين «هجوما غاضبا» على الصحفيين الأجانب وألمح إلى أنهم، في الواقع، عملاء لوكالة المخابرات المركزية. أبقى الكرملين الصحفيين الأجانب بعيدًا عن القرى العرقية الجورجية داخل أوسيتيا الجنوبية. لم يُسمح للصحفيين الأمريكيين والبريطانيين بالسفر بشكل مستقل داخل أوسيتيا الجنوبية. لقد ذكر أن المسؤول الذي تحدث معه، عندما ذهب إلى قسم الصحافة في وزارة الخارجية الروسية لتجديد اعتماده في 25 نوفمبر 2008، كان غاضبًا من تقاريره وسأله مرارًا إذا كان هو أو زوجته أو أسرته ليس «قلقًا من حدوث شيء ما» له إذا بقي في روسيا.
في عام 2012، كانت لجنة التحقيق الروسية التابعة لمكتب المدعي العام لا تزال تجري تحقيقًا في الأحداث التي وقعت في أوسيتيا الجنوبية. زعمت اللجنة [زورًا] أنها أكدت محاولات تشويه سمعة الجيش الروسي. ووفقًا لها، فقبل دخول الروس إلى غوري، كان المرتزقة الأوكرانيون يرتدون زي القوات الروسية وشاركوا في تصوير وتسجيل لقطات فيديو تظهر الهجمات على المدنيين ونهبهم في القرى الجورجية.
بعد خمس سنوات من الحرب، أفادت آر تي أن عدد القتلى المدنيين يتراوح بين 1500 و2000، ونسبت المعلومة إلى سلطات أوسيتيا الجنوبية، دون أي تصحيح.
في أوائل عام 2014، نُشر كتاب «حروب بوتين: صعود الإمبريالية الجديدة في روسيا» والذي قدم أول تحليل منهجي للحرب في السياق التاريخي الأوسع. درس الكاتب الدعاية الروسية أثناء الحرب وشرح كيف حوّلت الدعاية الروسية الضحية (جورجيا) إلى معتدي.
في مارس 2014، ذكرت صحيفة نيويورك تايمز أن محطات التلفزيون الروسية صورت خلال الحرب الغزو الروسي لجورجيا كجهد إنساني لحماية المواطنين الروس ومنحته تغطية شاملة، وأنه حظي بشعبية في روسيا، «رفع معدلات قبول ديمتري أ. ميدفيديف إلى أعلى نقطة في رئاسته».

## روابط خارجية
- أسرار آلة الدعاية الروسية
- داخل آر تي: شبكة الأخبار أم دعاية بوتين؟
- جيش ترول روسيا عبر الإنترنت ضخم، ومضحك وموجود في كل مكان بالفعل
- مقطع الدروس الروسية - التلاعب بالوسائط
- (بالروسية) تحليل أندريه إيلاريونوف لأصل حقيقة ملفقة من دير شبيغل
- (بالروسية) انتقاد أندريه إيلاريونوف لأوي كلوسمان ودير شبيغل